# Latvijas Valsts ceļi
Dieser Artikel wurde aufgrund von inhaltlichen Mängeln auf der Qualitätssicherungsseite des WikiProjekts Straßen eingetragen. Dies geschieht, um die Qualität der Artikel aus dem Themengebiet Straßen auf ein akzeptables Niveau zu bringen. Bitte hilf mit, die inhaltlichen Mängel dieses Artikels zu beseitigen, und beteilige dich bitte an der Diskussion!
Latvijas Valsts ceļi („Lettlands Staatsstraßen“) ist eine am 26. Oktober 2004 in Lettland gegründete staatliche Aktiengesellschaft. Sie gehört zu 100 % dem Verkehrsministerium Lettlands. Die Gesellschaft ist aus dem lettischen Straßenbauamt hervorgegangen und übernimmt nun dessen Aufgaben. Nur wenige kurze Teilstrecken der Staatsstraßen sind als Autobahn ausgeführt.

## Logo
Das Logo der Gesellschaft stellt zwei parallel von Nord nach Süd verlaufende und dann rechtwinklig voneinander wegführende Straßen dar, welche von einer halbkreisförmigen Umgehungsstraße nördlich überquert werden.

## Geschichte
Mit der Zugehörigkeit Lettlands zur Sowjetunion wurde die Straßenverwaltung aufgeteilt in die Verwaltung von Straßen gesamtsowjetischer Bedeutung, welche von Moskau aus administriert wurde und Straßen von regionaler (lettischer) Bedeutung, die vom lettischen Ministerium für Verkehrswesen administriert wurden. Erst im Jahr 1956 wurde diese Zweiteilung aufgehoben und nunmehr wurden alle Straßen Lettlands von 26 Amtsbezirken verwaltet, die mit der damaligen Verwaltungsgliederung Lettlands übereinstimmten.
Zu den Aufgaben des Straßenbauamts gehörte in den 1970er und 1980er Jahren auch der Wohnungsbau und die Ferienversorgung für die etwa 10–12.000 Angestellten des Amtes.
Weitere Informationen zur Geschichte der Straßen Lettlands werden im Straßenmuseum Lettlands "Šlokenbeka muiza" im Bezirk Engure angeboten.

## Staatliche Hauptstraßen

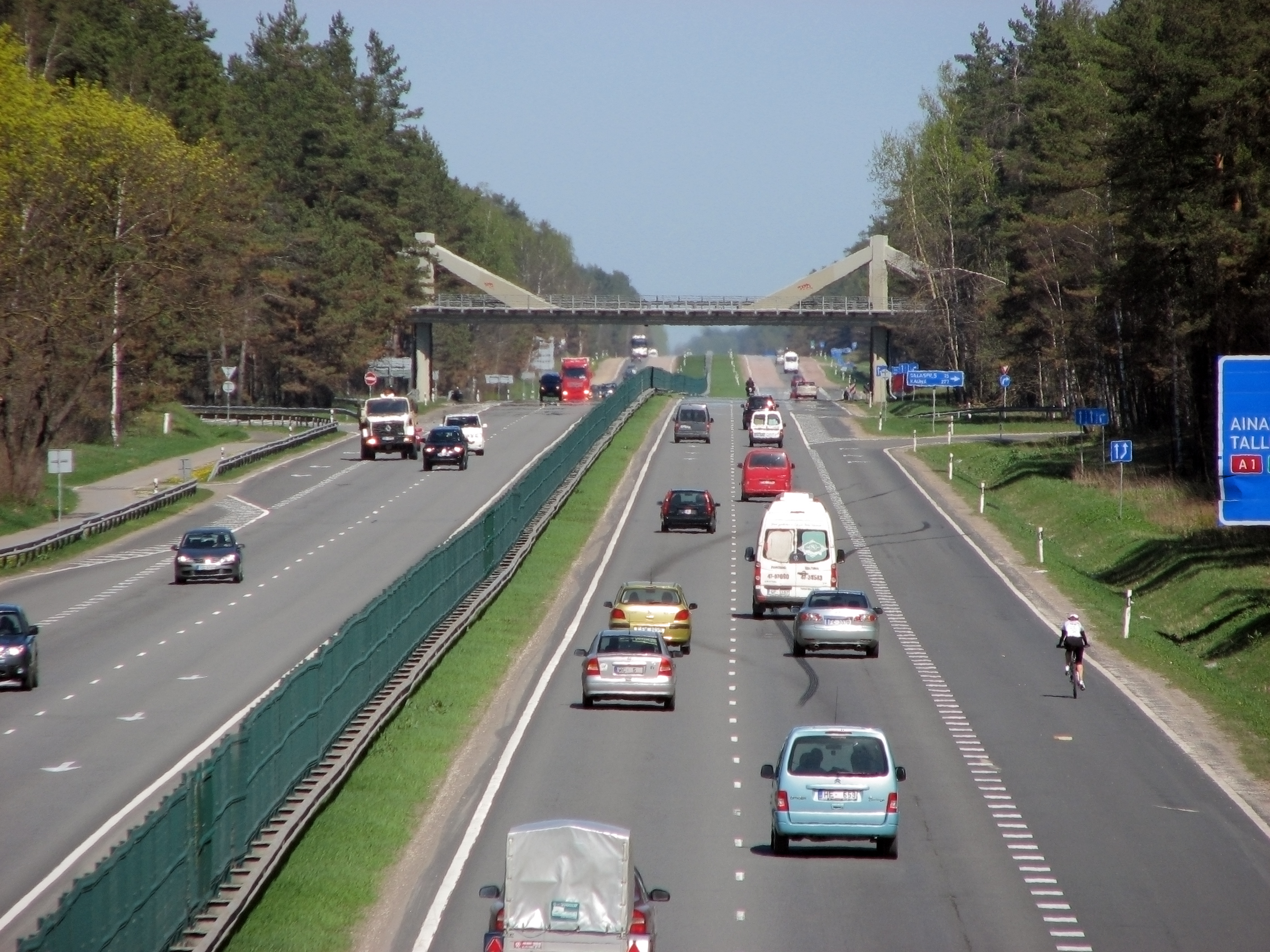
Die A 2 bei Riga

Die wichtigsten landesweiten Verbindungsstraßen werden als „Valsts galvenie autoceļi“ (dt. Staatliche Hauptautostraßen) bezeichnet. Die Kurzbezeichnung besteht aus einer fortlaufenden Nummer und dem vorangestellten Großbuchstaben „A“ (zum Beispiel A 1 oder A 13). Die Kennzeichnung im Straßenverkehr erfolgt gemäß Straßenverkehrsordnung durch kleine rote Tafeln mit dem Buchstaben „A“ und der Nummer in weißer Schrift.
Die Lage dieser Straßen verläuft einerseits radial von Riga in Richtung der Landesgrenzen (A 1 bis A 10 mit Ausnahme der A 4 und A 5) und zum anderen als Ortsumgehung größerer Städte (A 4, A 5, A 14 und A 15). Ausnahmen hiervon bilden die A 11 bis A 13, welche als grenzüberschreitende Verbindungsstraßen im Westen bzw. Osten Lettlands liegen.
Die Staatlichen Hauptstraßen Lettlands sind mit Asphalt gedeckte Chausseen, die in beide Fahrtrichtungen ein-, eineinhalb- oder zweispurig, selten auch dreispurig, mit befahrbarem Standstreifen genutzt werden können.
Der Verkehrsfluss kann durch Fußgängerübergänge oder Ampeln unterbrochen werden.

## Liste der Staatlichen Hauptstraßen Lettlands
Die Staatlichen Hauptstraßen sind, von Riga gesehen, hauptsächlich radial im Uhrzeigersinn nummeriert. Ausnahmen bilden die Ortsumgehungen und die westlich liegende A 11 bzw. die im Osten Lettlands verlaufenden A 12 und A 13.
| Nr.     | Verlauf | Länge in km |
| ------- | --- | ----------- |
| A1      | vom Rigaer Weißen See (Baltezers) nach Norden zur estnischen Grenze bei Ainaži                                            | 101,2       |
| A2      | von Riga über Sigulda nach Nordosten zur estnischen Grenze bei Veclaicene                                                 | 195,6       |
| A3      | bei Inčukalns von der "A2" abzweigend über Valmiera nach Nordnordosten zur estnischen Grenze bei Valka                    | 122,1       |
| A4      | östliche Rigaer Umgehungsstraße vom Rigaer Weißen See bis Saulkalne                                                       | 20,4        |
| A5      | südwestliche Rigaer Umgehungsstraße von Salaspils bis Babīte                                                              | 40,3        |
| A6      | von Riga in Richtung Südosten über Daugavpils und Krāslava zur Grenze mit Belarus bei Paternieki                          | 307,0       |
| A7      | von Riga über Bauska nach Süden zur litauischen Grenze bei Grenctāle                                                      | 85,1        |
| A8      | von Riga über Jelgava nach Südwesten zur litauischen Grenze bei Meitene                                                   | 76,2        |
| A9      | von Riga über Skulte nach Westen bis Liepāja                                                                              | 198,4       |
| A10     | von Riga nach Nordwesten bis Ventspils                                                                                    | 188,6       |
| A11     | von Liepāja entlang der Westküste in Richtung Süden zur litauischen Grenze bei Rucava                                     | 53,4        |
| A12     | von Jēkabpils über Rēzekne in Richtung Osten zur russischen Grenze bei Terehova                                           | 166,2       |
| A13     | von der russischen Grenze im Osten bei Grebņeva über Rēzekne und Daugavpils zur litauischen Grenze bei Medumi im Südosten | 163,4       |
| A14     | westliche Daugavpilser Umgehungsstraße von Tilti bis Kalkūni                                                              | 15,8        |
| A15     | nördliche Rēzekner Umgehungsstraße                                                                                        | 7,1         |
| Gesamt: | | 1740,8      |

## Staatsstraßen 1. Ordnung

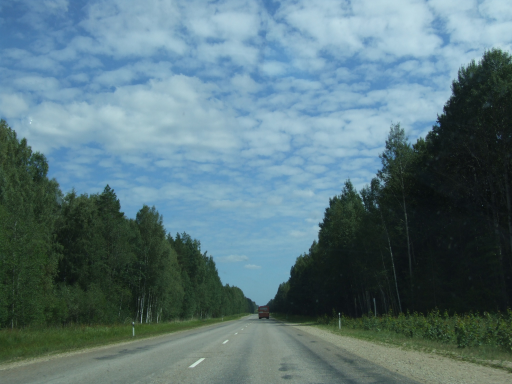
Fahrt auf der P 27

Neben den Staatlichen Hauptstraßen sind die „Staatsstraßen 1. Ordnung“ (lett. Valsts Pirmās šķiras autoceļi) die wichtigsten Straßenverbindungen zwischen den und innerhalb der Landesgemeinden in Lettland. Insgesamt 129 Staatsstraßen erster Ordnung mit einer Gesamtlänge von etwa 5300 km werden von der Gesellschaft „Lettlands Staatsstraßen“ betreut.
Die Kurzbezeichnung besteht aus einer fortlaufenden Nummer und dem vorangestellten Großbuchstaben „P“. Die Kennzeichnung im Straßenverkehr erfolgt gemäß Straßenverkehrsordnung durch kleine, dunkelblaue Tafeln mit dem Buchstaben „P“ und der Nummer in weißer Schrift (z. B. ).
80 % der „Staatsstraßen 1. Ordnung“ sind asphaltiert. Die restlichen „Staatsstraßen 1. Ordnung“ sind als anderweitig befestigte Straßen ausgeführt.

## Staatsstraßen 2. Ordnung

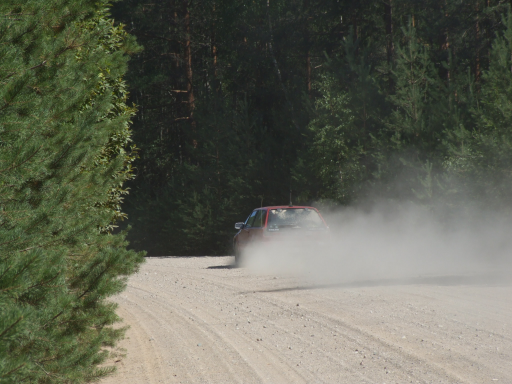
Fahrt auf einer Staatsstraße 2. Ordnung

Die Verbindungsstraßen zwischen den „Staatsstraßen 1. Ordnung“ sind die „Staatsstraßen 2. Ordnung“ (lett. Valsts otras šķiras autoceļi ). Insgesamt 1489 Staatsstraßen zweiter Ordnung mit einer Gesamtlänge von etwa 13.200 km werden von der Gesellschaft "Lettlands Staatsstraßen" betreut.
Die Kurzbezeichnung besteht aus einer fortlaufenden Nummer und dem vorangestellten Großbuchstaben „V“. Die Kennzeichnung im Straßenverkehr erfolgt, wenn überhaupt, durch kleine, weiße Tafeln mit dem Buchstaben „V“ und der Nummer in schwarzer Schrift (z. B. ).
Etwa 2500 km, also 19 %, der „Staatsstraßen 2. Ordnung“ sind asphaltiert. Die restlichen dieser Straßen sind befestigte Sand- oder Kieswege.